# 아메드 베스트
아메드 베스트(Ahmed Best, 1973년 8월 19일 ~ )는 미국의 배우이자 성우이다.

## 출연 작품
- 스타워즈 에피소드 1: 보이지 않는 위험
- 스타워즈 에피소드 2: 클론의 습격